# 湘南海岸公園駅
湘南海岸公園駅（しょうなんかいがんこうえんえき）は、神奈川県藤沢市片瀬四丁目にある、江ノ島電鉄の駅である。駅番号はEN05。

## 歴史
- 1904年（明治37年）9月1日：西方(にしかた)駅として開業。
- 1958年（昭和33年）12月1日：湘南海岸公園駅に改称。
- 時期不明：南側にあったホームを北側の現在の位置に移転。

## 駅構造
単式ホーム1面1線を有する地上駅で終日無人駅である。江の島花火大会の日は、旅客が集中するため、臨時に駅員が配備される。
駅入口は鎌倉方藤沢方両方にあり、ICカード簡易改札機とタッチ決済・QR決済のリーダーが設置されている。自動券売機は、鎌倉方にトイレを併設した小屋に設置されている。
プラットホームがカーブ上にあるため、江ノ電では唯一、転落感知シートが装備され、ホームから旅客が転落した際には、列車に対して、特殊発光信号が動作する。

## 利用状況
2019年（令和元年）度の1日平均乗降人員は1,976人であり、江ノ電全15駅中12位。
近年の1日平均乗降・乗車人員推移は下記の通り。
| 年度               | 1日平均 乗降人員 | 1日平均 乗車人員 | 出典     |
| ------------------ | ---------------- | ---------------- | -------- |
| 1995年（平成07年） |                  | 558              | [ * 1 ]  |
| 1998年（平成10年） |                  | 492              | [ * 2 ]  |
| 1999年（平成11年） |                  | 470              | [ * 3 ]  |
| 2000年（平成12年） |                  | 476              | [ * 3 ]  |
| 2001年（平成13年） |                  | 512              | [ * 4 ]  |
| 2002年（平成14年） | 1,284            | 475              | [ * 5 ]  |
| 2003年（平成15年） | 1,333            | 500              | [ * 6 ]  |
| 2004年（平成16年） | 1,410            | 511              | [ * 7 ]  |
| 2005年（平成17年） | 1,418            | 505              | [ * 8 ]  |
| 2006年（平成18年） | 1,550            | 510              | [ * 9 ]  |
| 2007年（平成19年） | 1,700            | 441              | [ * 10 ] |
| 2008年（平成20年） | 1,564            | 442              | [ * 11 ] |
| 2009年（平成21年） | 1,487            | 427              | [ * 12 ] |
| 2010年（平成22年） | 1,529            | 430              | [ * 13 ] |
| 2011年（平成23年） | 1,593            | 436              | [ * 14 ] |
| 2012年（平成24年） | 2,218            | 1,099            | [ * 15 ] |
| 2013年（平成25年） | 2,203            | 1,124            | [ * 16 ] |
| 2014年（平成26年） | 2,381            | 1,209            | [ * 17 ] |
| 2015年（平成27年） | 2,423            | 1,230            | [ * 18 ] |
| 2016年（平成28年） | 2,478            | 1,259            | [ * 19 ] |
| 2017年（平成29年） | 1,984            | 1,010            | [ * 20 ] |
| 2018年（平成30年） | 2,025            | 1,033            | [ * 21 ] |
| 2019年（令和元年） | 1,976            |                  |          |

## 駅周辺
閑静な住宅街が広がっている。
海岸までは、駅前を横切る道を直進して約10分ほどである（途中で小田急江ノ島線の踏切を渡る）。また途中に雑貨店等が1〜2軒ある。
- 湘南海岸公園
- 湘南海岸
- 諏訪神社

### バス路線
駅前にバス停はない。500m程東の国道467号上にある「西方」が最寄りバス停。特記以外は全路線江ノ電バスによる運行。
- 北方向
  - F3・F31・F35 - 藤沢駅南口行
  - 藤77 - 藤沢駅北口行（神奈川中央交通） ※海の日限定
- 南方向
  - F3 - 江ノ島行
  - F31 - 湘南港桟橋行 ※土休日朝1本
  - 藤77 - 辻堂駅南口行（江の島経由、神奈川中央交通） ※海の日限定

## 隣の駅
江ノ島電鉄
 江ノ島電鉄線
鵠沼駅 (EN04) - 湘南海岸公園駅 (EN05) - 江ノ島駅 (EN06)